# Rohr (Neudrossenfeld)
Rohr ([ʁoːɐ̯] , oberfränkisch: Roa) ist ein Gemeindeteil der Gemeinde Neudrossenfeld im Landkreis Kulmbach (Oberfranken, Bayern). Rohr liegt in der Gemarkung Leuchau.

## Geographie
Das Dorf liegt am Aubach, einem rechten Zufluss des Roten Mains und ist von Acker- und Grünland umgeben. Die Bundesstraße 85 führt an Rothenhügl vorbei nach Leuchau (1,4 km nördlich) bzw. an Eichberg vorbei zur Anschlussstelle 24 der Bundesautobahn 70 (2,3 km südlich). Ein Anliegerweg führt nach Berghaus (2,1 km südöstlich).

## Geschichte
Der Ort wurde 1398 als „Ror“ erstmals urkundlich erwähnt. Der Name leitet sich von der Flurbezeichnung rôr ab (mhd. für Rohr, Binse, Riedgras).
Gegen Ende des 18. Jahrhunderts bestand Rohr aus 12 Anwesen. Das Hochgericht übte das bayreuthische Stadtvogteiamt Kulmbach aus. Dieses hatte zugleich die Dorf- und Gemeindeherrschaft. Grundherren waren Kastenamt Kulmbach (1 Halbhof, 3 Tropfgütlein, 2 Tropfhäuslein), der Markgräfliche Lehenhof Bayreuth (1 Halbhof, 1 Tropfgütlein) und das Rittergut Thurnau (3 Güter, 1 Söldengut).
Von 1797 bis 1810 unterstand der Ort dem Justiz- und Kammeramt Kulmbach. Mit dem Gemeindeedikt wurde Rohr dem 1811 gebildeten Steuerdistrikt Gößmannsreuth und der 1812 gebildeten gleichnamigen Ruralgemeinde zugewiesen. Mit dem Zweiten Gemeindeedikt (1818) wurde die Gemeinde in Leuchau umbenannt. Am 1. Juli 1976 wurde Rohr im Zuge der Gebietsreform in Bayern in Neudrossenfeld eingegliedert.

### Einwohnerentwicklung
| Jahr      | 001809 | 001818 | 001861 | 001871 | 001885 | 001900 | 001925 | 001950 | 001961 | 001970 | 001987 |
| Einwohner | 56     | 46     | 68     | 77     | 68     | 63     | 57     | 68     | 57     | 65     | 51     |
| Häuser    |        | 11     |        |        | 13     | 13     | 11     | 11     | 12     |        | 14     |
| Quelle    | [ 11 ] | [ 8 ]  | [ 12 ] | [ 13 ] | [ 14 ] | [ 15 ] | [ 16 ] | [ 17 ] | [ 18 ] | [ 19 ] | [ 1 ]  |

## Religion
Rohr ist seit der Reformation evangelisch-lutherisch geprägt und nach Unsere Liebe Frau (Mangersreuth) gepfarrt.